# Chiesa di San Biagio (Socchieve)
La chiesa di San Biagio si trova a Mediis, frazione di Socchieve (UD), ed è filiale della pieve di Castoia.

## Storia
È accertato che a Mediis sorgeva una chiesa già all'inizio del XIV secolo. L'attuale chiesa venne costruita nel XV secolo e affrescata da un collaboratore di Gianfrancesco da Tolmezzo e consacrata il 26 luglio 1515 dal vescovo di Caorle Daniele De Rubeis su richiesta del patriarca di Aquileia Domenico Grimani.
La sacrestia venne realizzata nel XVII secolo e, nel 1872, la chiesetta venne completamente ristrutturata. Nel 1967 il tetto dell'edificio venne rifatto e la chiesa fu restaurata in seguito al terremoto del Friuli del 1976. Venne riconsacrata l'11 agosto 1989. I 12 apostoli, i santi, compresa l’Annunciazione, sono stati riportate alla luce negli affreschi nell'abside nel corso del restauro conservativo fortemente voluto dalla comunità e ultimato nell'agosto 2019 da parte dei restauratori Alessandro e Federico Lizzi, sotto la regia delle funzionarie della Soprintendenza alle belle arti, la storica dell’arte Elisabetta Francescutti e la restauratrice Rosalba Piccini. Dal 2015 al 2019 è stata chiusa a seguito dei danni subiti dalle colonne di tufo e dalla struttura lignea del pronao compromessa dalle infiltrazioni d’acqua. Nella cerimonia di apertura dell'11 agosto 2019, la chiesa di San Biagio è stata riaperta nel corso di un’affollata cerimonia. La chiave nella toppa non è stata girata né dall’arcivescovo, monsignor Andrea Bruno Mazzocato, né da il parroco, monsignor Pietro Piller, ma dall’anziana custode della chiesa, Fides Dorigo, di anni 97 .

## Descrizione

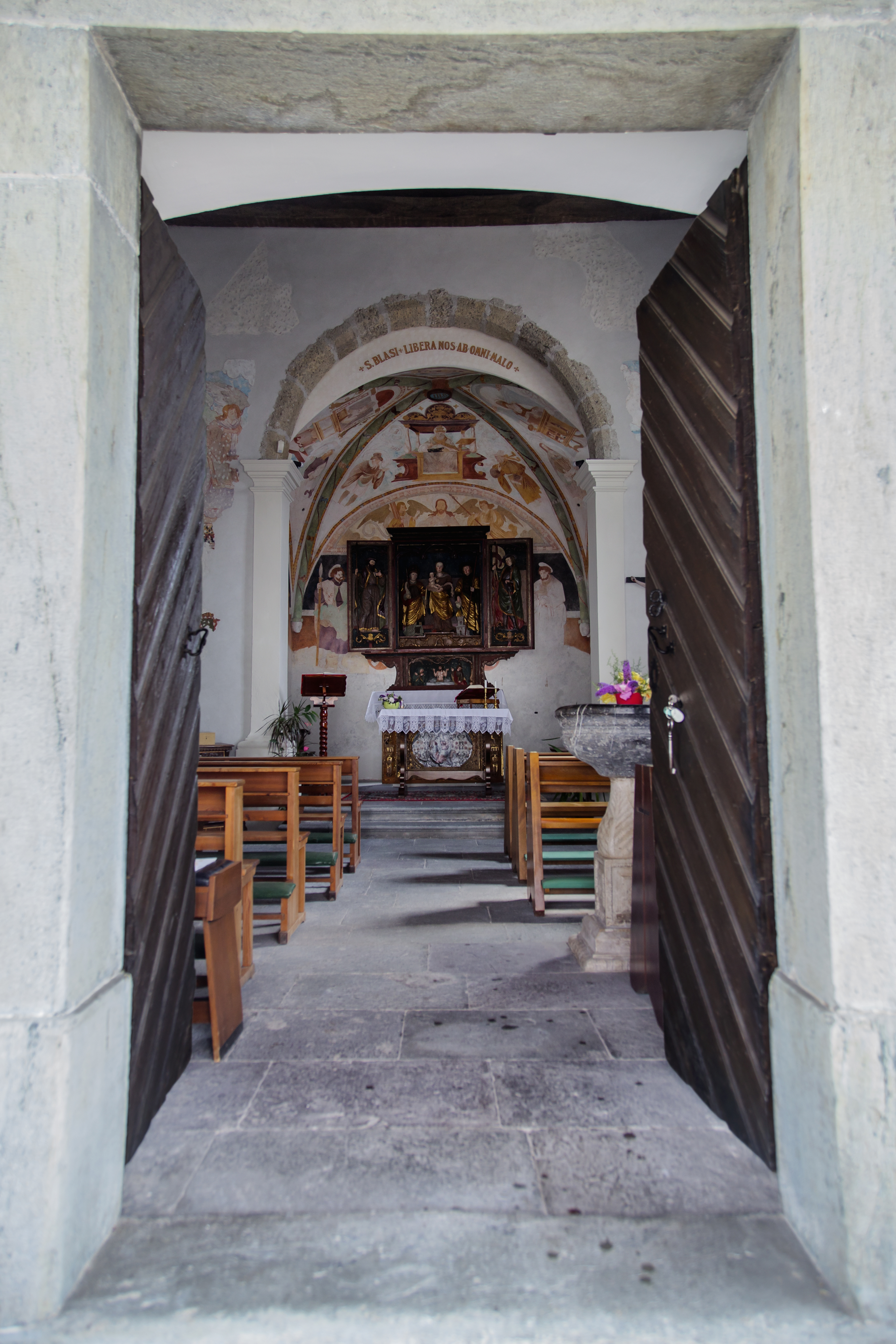
L'interno della chiesa di San Biagio a Mediis (UD) visto dall'ingresso dopo il restauro.

È a pianta rettangolare, con presbiterio a pianta quadrata e una sagrestia a destra del medesimo. Per molti aspetti è simile a San Martino di Socchieve. L'elegante portico che la precede è del XVIII secolo, con copertura a tre spioventi, sostenuto da pilastri che poggiano su un muretto. A sinistra dei gradini di accesso ci sono due elementi in pietra, l'inferiore del quale porta la data del 1502. La facciata è completata dal campaniletto a bifora, di tipo barocco, di pietre lavorate. All'interno, l'aula è separata dal coro da un arco in pietra, e un arco la divide anche da una cappellina ch'è sulla destra. C'è un'acquasantiera in pietra lavorata, con vaschetta di pietra nera. Nel corso del restauro ultimato nell'agosto 2019 sono stati ritrovati degli affreschi risalenti al primo quarto del Cinquecento raffiguranti i padri della Chiesa in cattedra, affiancati dai 12 apostoli e dai profeti, i quali sono rappresentati con filatteri e versetti della Bibbia. Negli sguinci delle finestre sono presenti le figure dei santi Biagio e Rocco, oltre a due sante. C'è inoltre un altare ligneo a sportelli, probabilmente di Michael Parth da Brunico, del 1545 circa. Racchiude statue a tutto tondo: la Madonna col Bambino, tra San Biagio e San Floriano. Gli sportelli invece recano bassorilievi raffiguranti Sant'Antonio Abate e San Mauro. Sulla predella dipinta, Cristo che risorge, tra la Madonna e San Giovanni. All'esterno, gli sportelli recano due santi, dipinti. L'insieme artistico della chiesa è attribuito alla cultura di Gianfrancesco da Tolmezzo, ma gli affreschi sembrano essere stati realizzati con la tecnica del "mezzo fresco", ovvero una pittura eseguita con un legante a base di calce mentre il muro stava asciugando. Ciò suggerisce che gli affreschi potrebbero essere stati opera di un allievo di Gianfrancesco.
Degli affreschi originali sono stati persi alcuni dettagli a causa del deterioramento dovuto al tempo, ma oggi è possibile osservare il disegno preparatorio grazie al mezzo fresco che ha provocato la caduta del colore.
Durante il restauro, è emerso che i peducci risalgono anch'essi al Cinquecento e presentano mascheroni privi di naso, poiché erano completamente stuccati e avevano forme arrotondate simili a pigne.
Il restauratore Alessandro Lizzi ha impiegato circa due anni per riportare alla luce questo patrimonio artistico che è stato oggetto di tutela durante il processo di conservazione.
La chiesa di San Biagio a Mediis ha un significato culturale e storico rilevante per la comunità locale, ed è stato un obiettivo delle istituzioni garantire la conservazione e il ripristino di questo tesoro artistico.
Attualmente, nella chiesa di San Biagio a Mediis si celebrano messe pre festive, contribuendo a riemergere il senso di appartenenza e a ricomporre il tessuto sociale della comunità, che ha sofferto per il deterioramento della struttura della chiesa nel corso degli anni.

## Galleria d'immagini

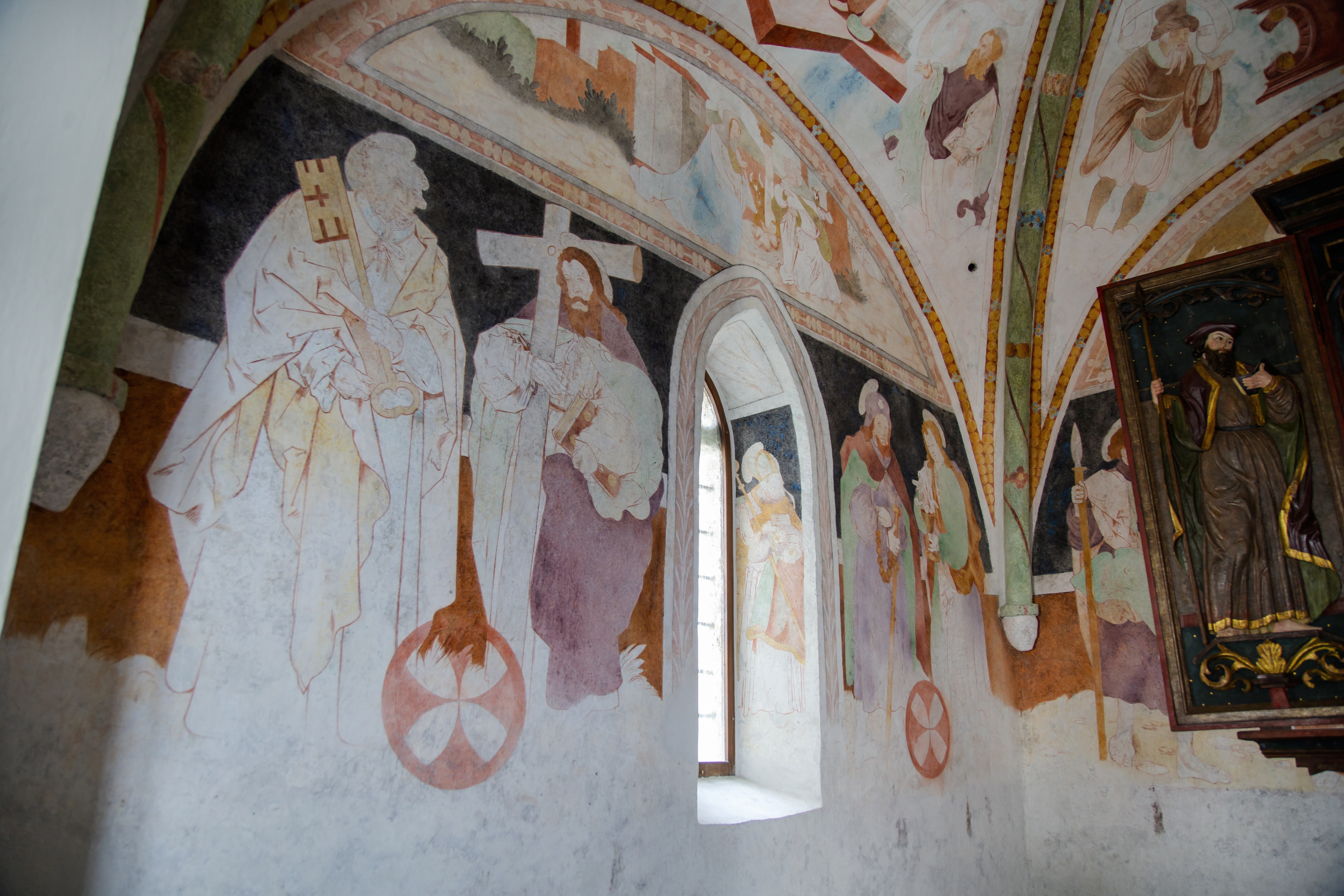
Scorcio di un affresco della parte sinistra
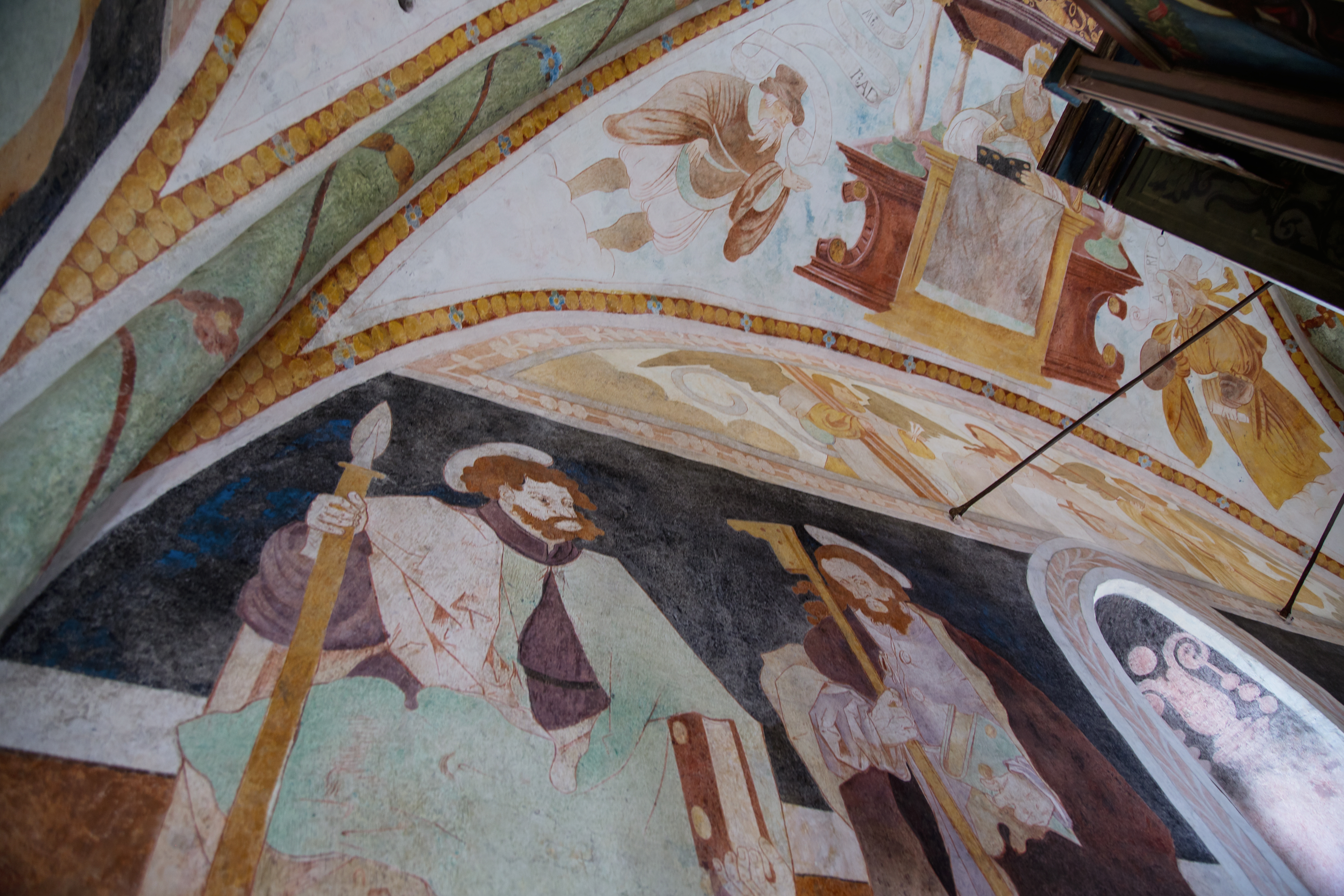
Scorcio di un affresco dietro l’altare
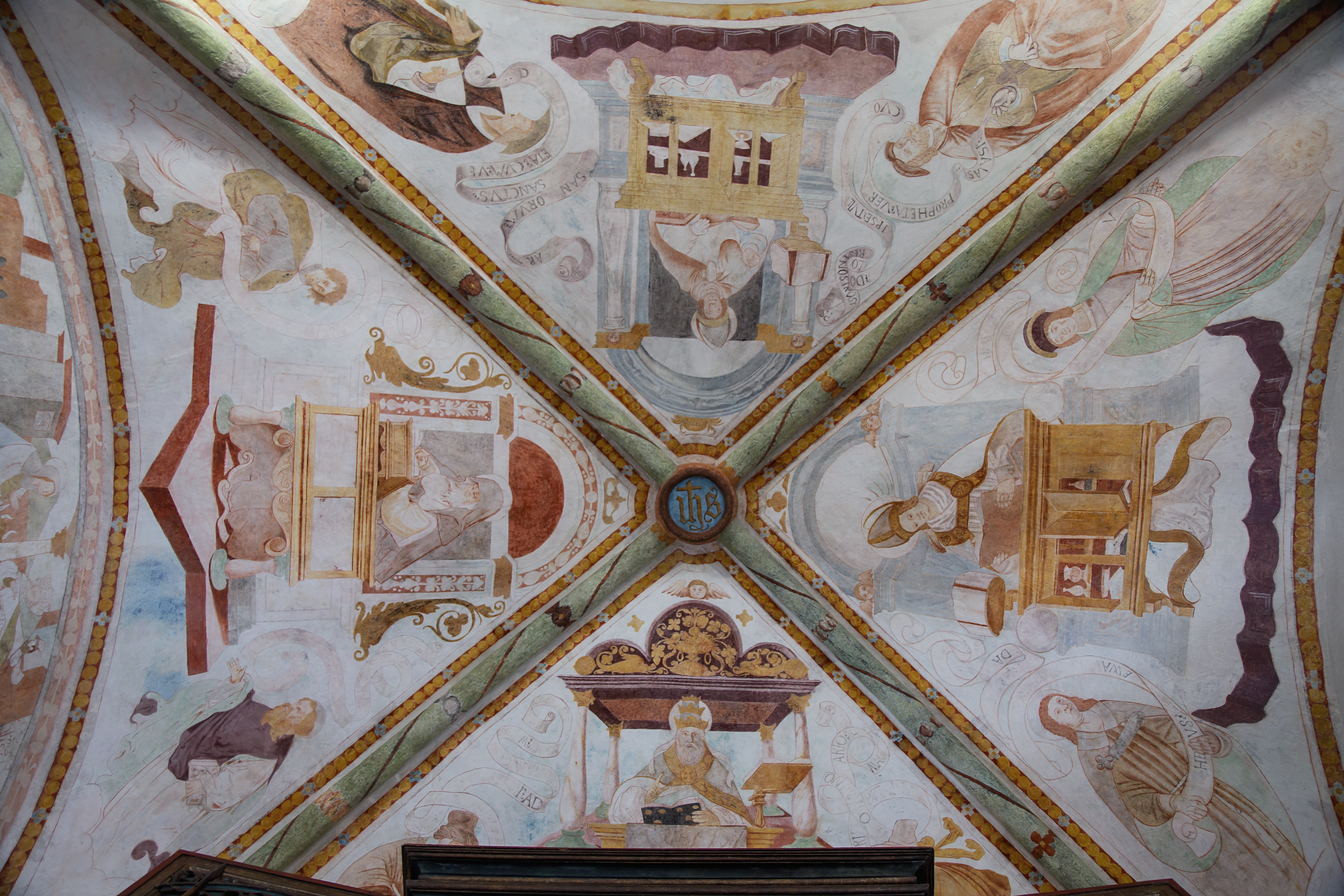
Affresco della cupola
Campane vista dal retro della chiesa di San Biagio a Mediis.